# إيرميدين ديميروفيتش
إيرميدين ديميروفيتش (مواليد 25 مارس 1998) هو لاعب كرة قدم بوسني يلعب في مركز المهاجم في نادي شتوتغارت .